# Johan Willin
Johan Willin, född den 25 maj 1732 i Göteborg, död 1772 i Göteborg, var en svensk präst och grundare av Willinska fattigfriskolan i Göteborg.

## Biografi
Willin föddes som son till en torpare under Kärralund. Trots fattiga förhållanden gick föräldrarna med på att låta honom börja vid Göteborgs trivialskola. Han blev student vid Lunds universitet år 1752 och reste år 1754 till Greifswalds universitet, där han året efter blev magister. Efter prästvigning 1756 tjänstgjorde han under några år fram till 1760 på landet, då han blev rektor vid Tyska skolan i Göteborg. År 1765 blev han fattighuspredikant i Göteborg och tog initiativet till Willinska fattigfriskolan. Han fick tio vänner att skänka pengar till skolan, vilket räckte till underhåll av 17 barn, och uppmanande från predikstolen att församlingen skulle offra för den goda saken. Skolan växte och år 1817 hade den mellan 500 och 600 elever, som fick fri undervisning och en del även fri mat. År 1827 infördes den Bell-Lancasterska undervisningsmetoden.
Willin var från år 1760 gift med Siri Lundberg.
Johan Willins Gata på Gårda är sedan år 1999 uppkallad efter Willin. Willinsgatan fick sitt namn år 1923, men namnändrades år 1999 till J. Sigfrid Edströms gata.